# Lodewijk Thomson
Lodewijk Willem Johan Karel Thomson (Voorschoten, 11 juni 1869 – Durrës/Durazzo (Albanië), 15 juni 1914) was een Nederlands militair bevelhebber en politicus. Hij is vooral bekend geworden als de eerste Nederlandse militair die op een vredesmissie is gesneuveld. 

## Levensloop
Lodewijk Thomson was lid van een Engels, later Nederlands patricisch geslacht en een kind van Bernard Heidenreich Thomson (1838-1898), officier van gezondheid, en diens eerste vrouw Maria Wilhelmina Pompe van Meerdervoort (1842-1884). Zijn grootvader was Jan Jacob Thomson, luitenant-kolonel en ridder Militaire Willems-Orde. In 1888 studeerde Thomson af aan de Koninklijke Militaire Academie en in 1891 begon hij aan een opleiding als cartograaf. Als eerste luitenant der infanterie vertrok hij in 1893 naar Batavia, waarna hij betrokken is geweest bij gevechten in Atjeh. Op 29 november 1895 trouwde hij in Arnhem met Henriëtte Lambertina Slotemaker (1869-1926) (In het gezin werden twee dochters geboren; een dochter is jong overleden). In 1896 keerde hij terug naar Nederland en werd gedetacheerd bij de le-Reconvalescenten-Compagnie van het Korps Koloniale Reserve te Zutphen. In 1900 verbleef Thomson enige tijd in Zuid-Afrika als militair attaché van de Nederlandse regering gedurende de Boerenoorlog. In 1903 werd hij, waarschijnlijk wegens zijn efficiënte aanpak van de bewaking van het spoor tijdens de spoorwegstakingen van 1903, bevorderd tot kapitein.

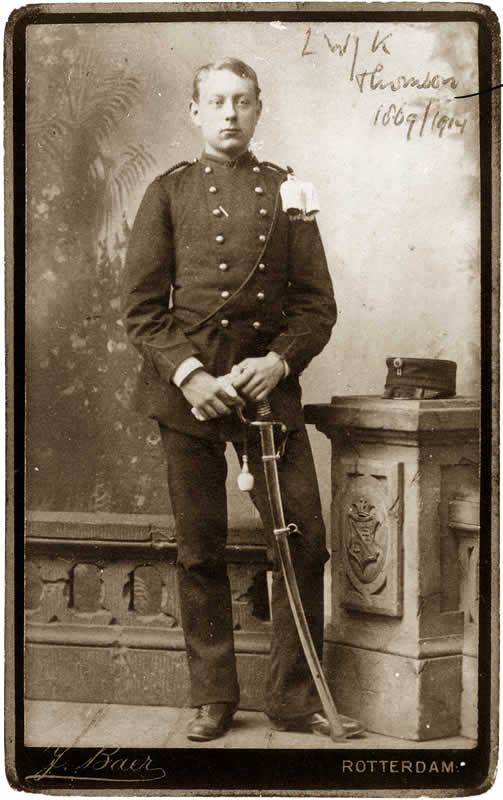
Thomson als cadet

## Politieke carrière
In 1905 was Thomson voor de Liberale Unie verkiesbaar voor de Tweede Kamerverkiezingen voor het kiesdistrict Leeuwarden. Bij deze verkiezingen versloeg hij, na herstemming, de socialist Wibaut. Vier jaar later versloeg hij Pieter Jelles Troelstra (ook weer na herstemming) dankzij steun van de christelijke partijen die liever de liberaal Thomson dan de socialist Troelstra naar Den Haag zagen gaan. In 1913 ontbrak de christelijke steun en kwam Troelstra alsnog ten koste van Thomson in de Kamer. Lodewijk Thomson was defensiespecialist in de Kamer en was voorstander van democratisering in het leger. Samen met Ram  en Graafland redigeerde Thomson de Militaire Gids. Orgaan voor weermacht en natie (1882-, de Erven F. Bohn). Dit tijdschrift stond een nieuwere richting in het leger voor en voerde geregeld hevige polemieken met de Militaire Spectator.

## Albanië
Naar aanleiding van de verkiezingen van 1912 in het Ottomaanse Rijk, die door de Jonge Turken op frauduleuze wijze gewonnen werden met 215 van de 222 zetels in het parlement, brak in Albanië een revolutie uit. Dit leidde tot de roep om meer autonomie. Doordat in 1912 de Eerste Balkanoorlog uitbrak, als gevolg waarvan de Ottomaanse bezittingen in Europa (met uitzondering van Thracië) verloren gingen, konden de Albanezen niets anders doen dan de onafhankelijkheid uitroepen. De Europese grote mogendheden wezen vervolgens Wilhelm zu Wied, een achterneef van koningin Wilhelmina, aan als vorst van Albanië.
Op 1 augustus 1913 vroeg de door de mogendheden ingestelde Internationale Controle Commissie aan Nederland om een gendarmeriekorps op te zetten en daar officieren voor te leveren, om zo de orde in Albanië te herstellen. Albanië was een regelrecht kruitvat waar binnenlandse groeperingen elkaar naar het leven stonden en buitenlandse mogendheden, zoals Servië, Italië en Turkije, klaar stonden om het land in te pikken. Op verzoek van de regering van Pieter Cort van der Linden ging Thomson, inmiddels bevorderd tot majoor, samen met kolonel Willem de Veer, naar Albanië. Daar voerden zij samen een verkenningsmissie uit, terwijl er in Nederland nog eens 15 lagere officieren werden geworven. Thomson en de andere militairen werden bij koninklijk besluit ontslagen uit Nederlandse dienst en traden direct in dienst van Albanië onder toezicht van de Internationale Controle Commissie.

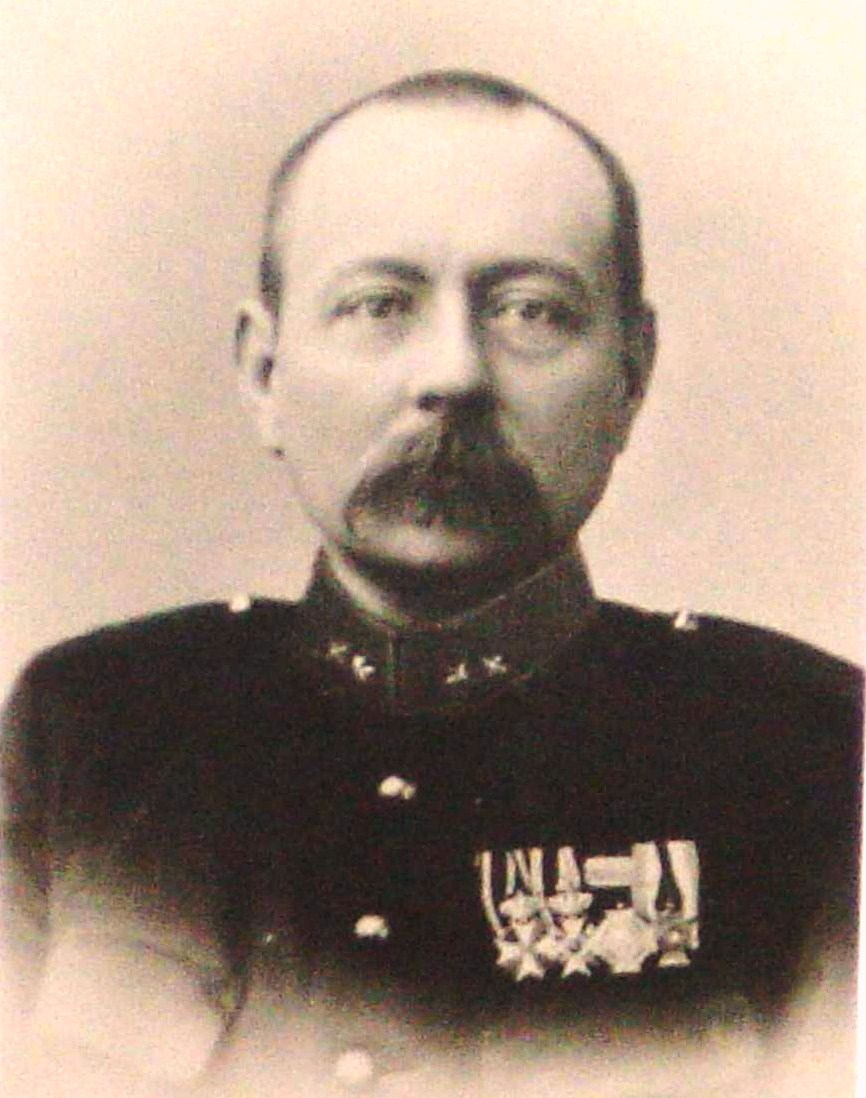
Thomson als eerste luitenant

Thomson en zijn meerdere De Veer waren botsende persoonlijkheden. Toch bleven ze samenwerken, totdat er op 21 mei 1914 een stuk verscheen in De Nieuwe Courant, waarin De Veer ervan werd beschuldigd een bevel van een hoge gezantenconferentie te hebben genegeerd door, buiten medeweten van Thomson, de minister van Binnenlandse Zaken Essad Pasha te hebben toegestaan een eigen politiemacht op te richten. De Veer had dit nu juist niet gewild, maar niet veel later werd Thomson Directeur de la force armée, waarmee hij De Veer was voorbijgestreefd. Deze eiste dat Thomson op erewoord zou verklaren dat hij niet het brein achter de beschuldigingen in De Nieuwe Courant was. Thomson gaf dat erewoord niet. De Veer was zo ontdaan dat hij zelfs het ontslag eiste van bevelvoerder Thomson, in een brandbrief op 6 juni aan de minister van Oorlog. Daar kwam het echter niet van omdat Thomson niet in Nederlandse, maar Albanese dienst was. De Veer ging op verlof.
Bij de verdediging van de stad Durrës op 15 juni 1914 werd Thomson om 05:50 uur door een geweerkogel getroffen. Dit had een slagaderlijke bloeding tot gevolg, waaraan hij binnen een half uur stierf. Over de plaats van inslag bestond onenigheid in de media: volgens de Italiaanse Corriere della Sera was Thomson in de borst getroffen, volgens The Times in zijn hals en volgens de Telegraaf in de schouder. Bovendien kwam het schot niet uit de richting van de rebellen, maar uit de stad zelf, hetgeen stof tot speculaties gaf omtrent mogelijke Italiaanse betrokkenheid.
Aanvankelijk werd Thomson begraven in Albanië, maar na een paar weken, op 15 juli, werd hij onder grote publieke belangstelling herbegraven op de Zuiderbegraafplaats in Groningen. Zijn weduwe ging niet in op het verzoek haar man in Den Haag te laten begraven. Tijdens de begrafenis woedde een hevig onweer, waarbij de bliksem naast de begraafplaats insloeg.

## Reacties op Thomsons dood
Omdat de buitenlandse mogendheden geen garanties konden bieden voor de veiligheid van de Nederlandse officieren, dreigde minister van Buitenlandse Zaken John Loudon om alle officieren uit Albanië terug te halen. Op 27 juli 1914 diende de inmiddels teruggekeerde generaal De Veer namens alle Nederlanders hun ontslag in bij Wied. In september 1914 verliet ook Wilhelm zu Wied de Balkanstaat. Door alle woelingen was het gebied waarover hij de facto heerste, beperkt tot de steden Vlora en Durrës.

## Nagedachtenis

### Onderscheidingen

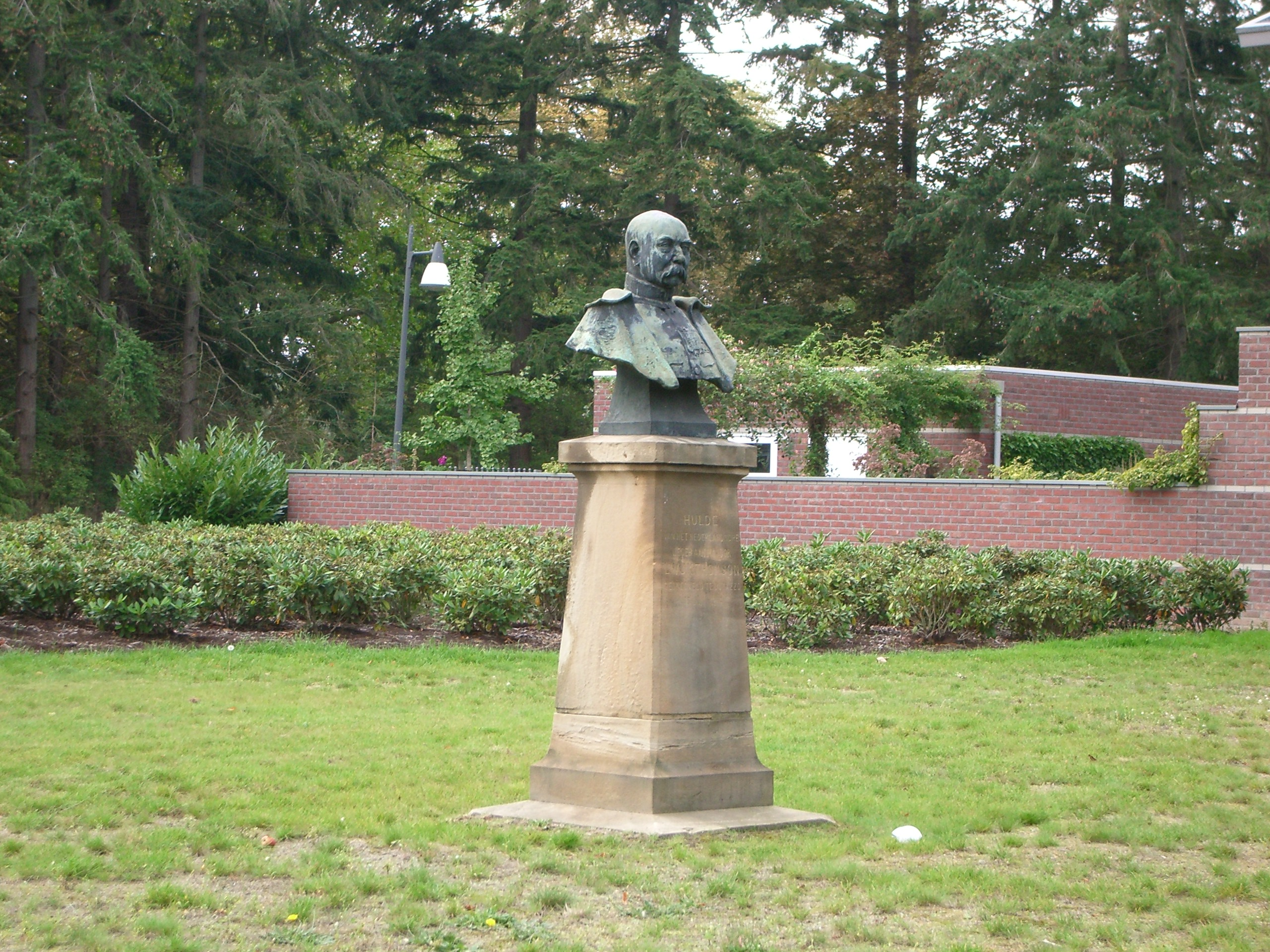
Borstbeeld van Thomson door August Falise aan de Hereweg te Groningen

Thomson was ridder in de Militaire Willems-Orde (1887), Ridder in de Orde van de Nederlandse Leeuw (1913), Ridder in de Orde van Oranje-Nassau met de Zwaarden (1903), bezat de Zilveren Erepenning voor Verdienste jegens Openbare Verzamelingen (1912), het Ereteken voor Belangrijke Krijgsbedrijven, het Onderscheidingsteken voor Langdurige Dienst als officier, was Officier in het Legioen van Eer (1911),  was Officier in de Orde van de Verlosser (Balkanoorlog), bezat de Medaille voor de Grieks-Turkse oorlog 1912-1913, was  Ridder in de Orde van het Zwaard (1913), Ridder in de Orde van Danilo (Balkanoorlog), Ridder in de Orde van de Zwarte Adelaar (1914), was ereburger van Durres en bezat de Gouden Adelaar Orde (postuum 28-3-2004). 

### Monumenten
In de Bomen- en Bloemenbuurt van Den Haag werden in 1914 het Thomsonplein en de Thomsonlaan naar hem genoemd. Op 14 september 1918 onthulde zijn dochter Marie Thomson op het Thomsonplein een monument ter nagedachtenis van haar vader, ontworpen door de beeldhouwer Charles van Wijk en na diens dood voltooid door Arend Odé. Het monument was bekostigd uit een inzameling door een nationaal comité, ondersteund door plaatselijke subcomités. 
In 1919 werd er aan de Hereweg in Groningen, een borstbeeld van Thomson geplaatst. Het object, van de hand van beeldhouwer August Falise, kreeg een plaatsje op het terrein van de Rabenhauptkazerne, naast de monumentale vroegere villa van de garnizoenscommandant, omdat Thompson afkomstig was van dit garnizoen. Na de sloop van de kazerne werd de buste tijdelijk verplaatst naar een veldje bij de naastgelegen onderwijsinstelling en in 1996 naar zijn graf op de Zuiderbegraafplaats. In 2003 werd het beeld weer verplaatst naar zijn oude locatie, zij het 10 meter zuidelijker. De nieuwe wijk die rond het jaar 2000 op het voormalige kazerneterrein verrees, kreeg een Thomsonstraat. 
Het borstbeeld uit 1919 kreeg ten minste twee kopieën: 
- Op een centrale plaats in de stad Durrës, Albanië staat een replica van dit borstbeeld van Thomson, die nog in 2000 tot ereburger van de stad werd benoemd. Dit borstbeeld is voorzien van zowel Albanees als Nederlands onderschrift dat luidt: Hulde aan de Nederlandse held van Durazzo.[10] Direct achter het borstbeeld bevindt zich een eetcafé dat de naam Thomson draagt.
- Op zaterdag 28 juni 2014 werd in Den Haag een kopie van het Groningse borstbeeld onthuld. Senaatsvoorzitter Ankie Broekers-Knol onthulde het beeld op Veteranendag in de corridor die de vleugels van de Eerste Kamer en de Tweede Kamer op het Binnenhof verbindt, samen met de voorzitter van de vaste commissie voor Buitenlandse Zaken van de Tweede Kamer, Angelien Eijsink.[11]

### Evenementen
Op 25 oktober 2019 vond in de Frederikkazerne in Den Haag op initiatief van het Nederlands Instituut voor Militaire Historie een symposium plaats "De vredesmissie in Albanië 1913-1914 in perspectief" naar aanleiding van het verschijnen van de chronologische biografie van Thomson door J.G. Zonne "Thomson - De mediamajoor".